# Vympel R-33
Le Vympel R-33 (code OTAN : AA-9 Amos) est un missile air-air soviétique à longue portée entré en service en 1980. Ses qualités en matière de vitesse et de portée faisaient de lui un missile comparable au AIM-54 Phoenix américain. En effet, il était capable d'intercepter des bombardiers comme le B-52 Stratofortress, le B-1 Lancer, et même les avions de reconnaissance SR-71 Blackbird, ainsi que toute sorte de cibles aériennes.

## Description
Le Vympel R-33 est un missile air-air guidé par radar semi-actif, il a une portée avoisinant les 160 km. Le contrôle en vol est assuré par 4 ailerons et 3 petites ailettes. L'engin mesure 4,15 m de long pour 380 mm de diamètre (sans les ailettes et ailerons) et a une masse de 480 kg (dont environ 48 kg de charge explosive). Sa propulsion lui permet d'atteindre la vitesse de Mach 3,5.

## Service opérationnel
Le missile entra en service en 1980 dans les forces aériennes soviétiques (VVS) où il équipa les puissants chasseurs MiG-31, chargés de la défense aérienne du territoire de l'URSS (qui couvrait 20 % des surfaces émergées de la planète). Chaque MiG-31 pouvait emporter 4 R-33 semi-encastrés sous le fuselage, associés à 2 Bisnovat R-40 attachés sous les ailes (un sous chaque aile).
En 2017, un MIG-31 a accidentellement tiré un R-33 sur son ailier, détruisant ainsi l'appareil.

## Engagement
Le Vympel R-33 n'a jamais été engagé dans un combat (les MiG-31 n'ont jamais eu à détruire une cible).

## Évolution
La plus grosse évolution du R-33 est sans doute le Vympel R-37, un des plus puissants missiles air-air du monde, avec une portée de plus de 250 km. Il équipe la trentaine de MiG-31M en service actuellement, chacun pouvant transporter six de ces missiles sous le fuselage.